# Гурси
Гурси (фр. Gourcy) — город и городская коммуна в Буркина-Фасо.

## Общая информация
Город Гурси находится в северной части страны, на высоте 305 м над уровнем моря. Он является главным городом расположенной в Северной области провинции Зондома. В городской коммуне, состоящей из 5 секторов и прилегающих к ним 38 селений, проживает 80 689 человек (по данным переписи 2006 года), в основном это представители народа моси. Действующий мэр — Доминик Уэдраого.
Гурси находится на шоссе, соединяющем Уагадугу с территорией Мали. Главным занятием местных жителей является сельское хозяйство. В прошлом Гурси был столицей западноафриканского государства Ятенга.

## Население
По данным на 2013 год численность населения города составляла 31 799 человек.
Динамика численности населения города по годам:
| 1985   | 1996   | 2005   | 2006   | 2013   |
| ------ | ------ | ------ | ------ | ------ |
| 14 401 | 16 317 | 20 583 | 24 240 | 31 799 |

## Города-побратимы
Олонн-сюр-Мер, Франция